# Überschwemmungen in Dschidda 2009

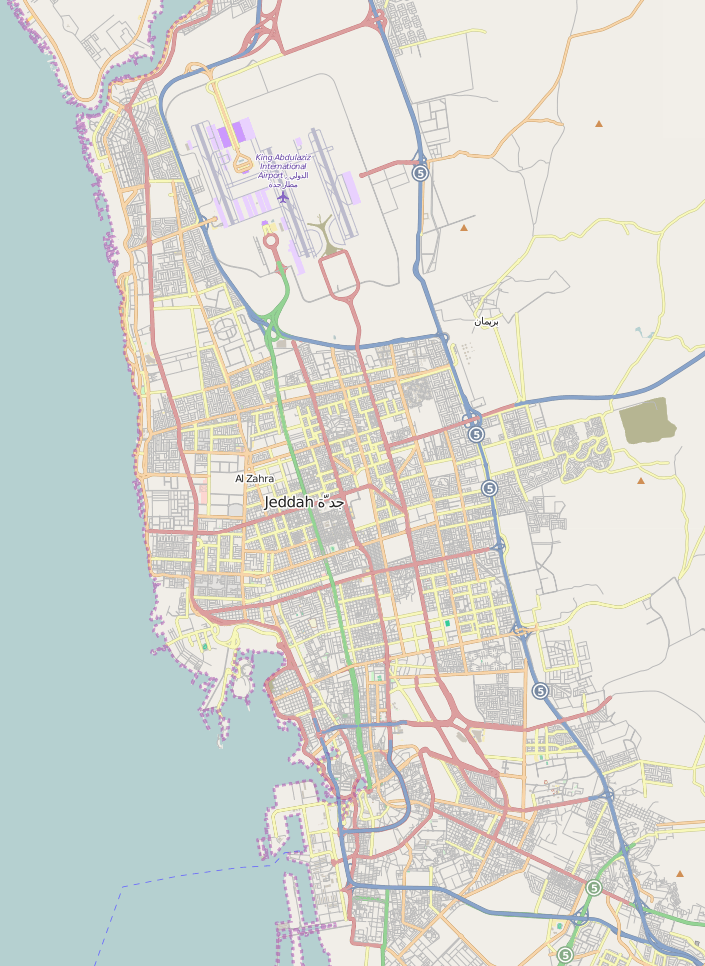
Dschidda mit dem Flughafen im Norden. Die Straßen nach Mekka verlaufen in Richtung Südost. Maßstab der Karte: ca. 25 km von Norden nach Süden.

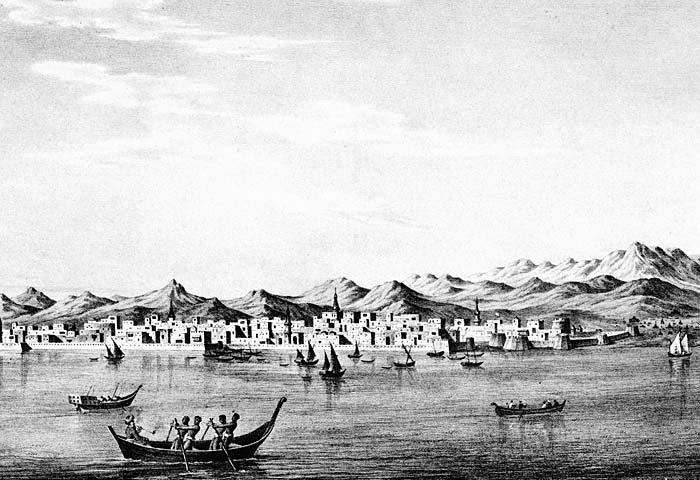
Ein Stich von Dschidda aus dem Jahr 1924 mit den Hedschas-Bergen im Hintergrund

Im November 2009 gab es schwere Überschwemmungen in Dschidda und anderen Gebieten der Provinz Mekka an der Westküste von Saudi-Arabien. Sie wurden von Vertretern des Zivilschutzes als die schlimmsten der letzten 27 Jahre bezeichnet. Bis zum Sonntag, dem 29. November 2009 wurden 106 Todesopfer gemeldet, und mehr als 350 Personen wurden vermisst. Die Zahl der Opfer wurde am 3. Januar 2010 mit 122 Todesopfern und weiteren 37 vermissten Personen bekannt gegeben. Einige Straßen standen am Donnerstag, dem 26. November einen Meter unter Wasser, und man nimmt an, dass viele der Opfer in ihren Autos ertrunken sind. Wenigstens 3.000 Fahrzeuge wurden weggeschwemmt oder beschädigt.
Am Mittwoch, dem 25. November fielen in Dschidda innerhalb von nur 4 Stunden mehr als 90 Millimeter Regen. Dies ist fast das Doppelte des durchschnittlichen Niederschlags eines ganzen Jahres und der heftigste Regen in Saudi-Arabien seit zehn Jahren. Die Überschwemmung geschah nur zwei Tage vor dem Islamischen Opferfest und während des jährlichen Haddsch zum benachbarten Mekka. Der wirtschaftliche Schaden wird auf eine Milliarde Rial geschätzt (rund 180 Millionen Euro). Die ärmeren Wohngegenden im Süden von Dschidda waren besonders hart betroffen, ebenso die Gegend um die König-Abdulaziz-Universität. Da die Universität zum Zeitpunkt der Überschwemmung wegen Ferien geschlossen war, gab es hier nicht noch mehr Opfer.

## Geographische und hydrologische Situation
Dschidda liegt an der Küste des Roten Meers unterhalb der nördlichen Steilhänge des Großen Afrikanischen Grabenbruchs, den Bergen von Hedschas, die in dieser Gegend Höhen von 600 bis 1000 Meter erreichen. In der Stadt haben 2009 (Schätzung) ungefähr 3,4 Millionen Menschen auf einem Siedlungsgebiet von 1765 km² gelebt, woraus sich eine Bevölkerungsdichte von 1900 Einwohner/km² ergeben hat. Das Klima ist arid. Die meisten Niederschläge fallen in den Monaten November bis Januar, meist in Form von Gewittern.
| Jan             | Feb | Mär | Apr | Mai | Jun | Jul | Aug | Sep | Okt | Nov  | Dez  |
| --------------- | --- | --- | --- | --- | --- | --- | --- | --- | --- | ---- | ---- |
| 11,2            | 4,5 | 4,2 | 1,0 | 0,9 | 0,0 | 0,1 | 0,0 | 0,1 | 0,6 | 18,2 | 16,2 |
| Summe: 56,1 mm. |     |     |     |     |     |     |     |     |     |      |      |

Am 24. November 2009 betrug die Regenmenge jedoch innerhalb von 4 Std. über 90 Millimeter.
Wenigstens elf Wadis laufen im Stadtgebiet zusammen, und nach Regenfällen treten häufig örtliche Überschwemmungen auf. Die Stadtverwaltung investiert derzeit 1 Milliarde Rial (etwa 180 Millionen Euro) in die Straßenentwässerung, doch die Kosten für ein flächendeckendes System werden auf weitere 3 Milliarden Rial (etwa 540 Millionen Euro) geschätzt. Im November 2009 waren nur ungefähr 30 % des Stadtgebiets gegen Sturzfluten geschützt, und auch diese oft nur mit Entwässerungsrohren von 25 Millimetern Durchmesser.

## Der Haddsch 2009
Mittwoch, der 25. November war der erste Tag des jährlichen Haddsch, einer viertägigen Wallfahrt zu den heiligen Stätten des Islam in und um Mekka. Die meisten Pilger aus dem Ausland reisen auf dem Luft- oder Seeweg über Dschidda nach Saudi-Arabien ein. In diesem Jahr war die Zahl der ausländischen Pilger ebenso wie die der einheimischen geringer als in den Jahren zuvor, möglicherweise auf Grund gesundheitlicher Befürchtungen wegen der Influenza-Pandemie. Dennoch wird die Zahl der Teilnehmer am Haddsch auf über 1,6 Millionen geschätzt, darunter allein 200.000 aus Indonesien.
Nach Angaben des saudi-arabischen Innenministeriums waren keine Pilger unter den Opfern der Überschwemmung. Allerdings war die Hauptstraße vom Flughafen Dschidda nach Mekka am 25. November geschlossen, wodurch Tausende von Pilgern feststeckten. Teile der 80 Kilometer langen Straße wurden unterspült, und die Dschamia-Brücke im Osten von Dschidda brach teilweise zusammen. Die Straße blieb bis zum 26. November geschlossen und man befürchtete, dass die Brücke vollständig einstürzen könnte.
Auch in Mekka gab es am 25. November ungewöhnlich heftige Regenfälle, ebenso im benachbarten Mina, wo viele Pilger in großen Zeltstädten untergebracht sind. Bis zum 26. November hatte sich das Wetter gebessert, und die Pilger waren am zweiten Tag des Haddsch auf dem ʿArafāt „sengender Hitze“ ausgesetzt.